# Орляк (рід папоротей)
Орляк (Pteridium) — рід багатоніжкових папоротей родини деннштедтієві (Dennstaedtiaceae).

## Опис
Це наземні трав'янисті папороті, завдовжки від 0,6 до 2 м, нерідко утворюють колонії. Кореневище знаходиться досить глибоко під землею, повзуче, густо вкрите волосками.
Листки розташовані на кореневищі, досить рідко, двічі- або чотири- перисті, з голим черешком. Соруси розташовані по краю листків, вкриті зовнішнім хибним індузієм і внутрішнім справжнім індузієм, між якими знаходяться спорангії. Спори коричневі, незграбно-кулясті, дрібноколючкові.

## Види
Деякі джерела вважають рід монотипним з єдиним поліморфним видом — Pteridium aquilinum (L.) Kuhn, 1879 типовий — Орляк звичайний.
Інші джерела додатково виділяють ще близько десятка видів:
- Pteridium arachnoideum (Kaulf.) Maxon, 1924
- Pteridium brownseyi Fraser-Jenk., 1997
- Pteridium capense (Thunb.) Krasser, 1900
- Pteridium caudatum (L.) Maxon, 1901
- Pteridium centrali-africanum (Hieron. ex R.E.Fr.) Alston, 1958
- Pteridium esculentum (G.Forst.) Nakai, 1925
- Pteridium feei (W.Schaffn. ex Fée) Faull, 1938
- Pteridium falcatum Ching ex S.H.Wu, 1986
- Pteridium latiusculum (Desv.) Hieron. ex R.E.Fr., 1914
- Pteridium psittacinum (C.Presl) Maxon, 1933
- Pteridium revolutum (Blume) Nakai, 1925
- Pteridium tauricum V.I.Krecz. ex Grossh., 1939
- Pteridium yunnanense Ching & S.H.Wu, 1986